# Patamanta
Patamanta ist eine Ortschaft im Departamento La Paz im Hochland des südamerikanischen Anden-Staates Bolivien.

## Lage im Nahraum
Patamanta ist die zweitgrößte Ortschaft des Municipio Pucarani in der Provinz Los Andes und liegt am rechten Ufer eines Zuflusses zum Titicaca-See. Die Ortschaft liegt auf einer Höhe von 3962 m auf dem bolivianischen Altiplano, 25 Kilometer südöstlich des Titicaca-Sees.

## Geographie
Patamanta liegt auf der bolivianischen Hochebene zwischen den Anden-Gebirgsketten der Cordillera Occidental im Westen und der Cordillera Central im Osten. Die Region weist ein ausgeprägtes Tageszeitenklima auf, bei dem die mittleren Temperaturschwankungen im Tagesverlauf deutlicher ausfallen als im Jahresablauf.
Die Jahresdurchschnittstemperatur der Region liegt bei 9 °C, die mittleren Monatswerte schwanken nur unwesentlich zwischen 6 °C im Juli und 10 °C im November und Dezember (siehe Klimadiagramm Batallas). Der Jahresniederschlag beträgt etwa 600 mm, die Monatsniederschläge liegen zwischen unter 15 mm in den Monaten Juni bis August und zwischen 100 und 120 mm von Dezember bis Februar.

## Verkehrsnetz
Patamanta liegt in einer Entfernung von 37 Straßenkilometern nordwestlich von La Paz, der Hauptstadt des gleichnamigen Departamentos.
Von La Paz führt die Nationalstraße Ruta 2 über El Alto und Villa Vilaque in nordwestlicher Richtung bis Patamanta und von dort weiter über Batallas und Huarina nach Copacabana am Titicacasee. Nach Westen hin zweigt einen Kilometer nördlich von Patamanta eine unbefestigte Landstraße ab, die zur zehn Kilometer entfernten Provinzhauptstadt Pucarani führt.

## Bevölkerung
Die Einwohnerzahl des Ortes ist in den vergangenen beiden Jahrzehnten um knapp ein Viertel angestiegen:
| Jahr | Einwohner | Quelle       |
| ---- | --------- | ------------ |
| 1992 | 691       | Volkszählung |
| 2001 | 745       | Volkszählung |
| 2012 | 857       | Volkszählung |
| 2024 |           | Volkszählung |

Die Region weist einen hohen Anteil an Aymara-Bevölkerung auf, im Municipio Pucarani sprechen 96,7 Prozent der Bevölkerung Aymara.